# Atletica leggera ai Giochi della XX Olimpiade - Lancio del giavellotto maschile

Video della Finale

Il lancio del giavellotto ha fatto parte del programma maschile di atletica leggera ai Giochi della XX Olimpiade. La competizione si è svolta nei giorni 2 e 3 settembre 1972 allo Stadio olimpico di Monaco.

## Presenze ed assenze dei campioni in carica
| Competizione      | Atleta        | Prestazione | Monaco 1972  |
| ----------------- | ------------- | ----------- | ------------ |
| Olimpiadi 1968    | Jānis Lūsis   | 90,10 m     | Presente     |
| Commonwealth 1970 | Dave Travis   | 79,50 m     | Presente     |
| Panamericani 1971 | Cary Feldmann | 81,52 m     | 7º ai Trials |
| Europei 1971      | Jānis Lūsis   | 90,68 m     | Presente     |

1. ↑  L'atleta sovietico è anche primatista mondiale con 93,80 metri.
2. ↑  Sotto la bandiera della Gran Bretagna.

Il vincitore dei Trials USA è Bill Schmidt con 82,45 m.

## Risultati

### Turno eliminatorio
Qualificazione80,00 m
Esattamente 12 atleti ottengono la misura richiesta.

La miglior prestazione appartiene a Klaus Wolfermann (Germania Ovest) con 86,22 m.
| Pos. | Atleta                | Nazione        | Prove | Prove | Prove | Misura | Note |
| Pos. | Atleta                | Nazione        | 1ª    | 2ª    | 3ª    | Misura | Note |
| ---- | --------------------- | -------------- | ----- | ----- | ----- | ------ | ---- |
| 1    | Klaus Wolfermann      | Germania Ovest | 86,22 | -     | 0,00  | 86,22  | Q    |
| 2    | Hannu Siitonen        | Finlandia      | 81,80 | -     | 0,00  | 81,80  | Q    |
| 3    | Fred Luke             | Stati Uniti    | 81,34 | -     | 0,00  | 81,34  | Q    |
| 4    | Jorma Kinnunen        | Finlandia      | 80,10 | -     | 0,00  | 80,10  | Q    |
| 5    | Bill Schmidt          | Stati Uniti    | 75,28 | 75,90 | 78,96 | 78,96  | q    |
| 6    | Lolésio Tuita         | Francia        | 75,36 | 78,78 | 77,34 | 78,78  | q    |
| 7    | Bjørn Grimnes         | Norvegia       | n     | 77,54 | n     | 77,54  | q    |
| 8    | Gergely Kulcsár       | Ungheria       | n     | n     | 77,24 | 77,24  |      |
| 9    | André Claude          | Canada         | 75,56 | n     | n     | 75,56  |      |
| 10   | Renzo Cramerotti      | Italia         | 71,12 | n     | n     | 71,12  |      |
| 11   | Abdul Atif Al-Qahtani | Arabia Saudita | n     | 0,00  | 53,06 | 53,06  |      |

| Pos. | Atleta            | Nazione          | Prove | Prove | Prove | Misura | Note |
| Pos. | Atleta            | Nazione          | 1ª    | 2ª    | 3ª    | Misura | Note |
| ---- | ----------------- | ---------------- | ----- | ----- | ----- | ------ | ---- |
| 1    | Jānis Lūsis       | Unione Sovietica | 82,92 | -     | -     | 82,92  | Q    |
| 2    | Miklós Németh     | Ungheria         | 70,90 | 81,78 | -     | 81,78  | Q    |
| 3    | Manfred Stolle    | Germania Est     | 80,78 | -     | -     | 80,78  | Q    |
| 4    | Milt Sonsky       | Stati Uniti      | 79,96 | 78,78 | 74,24 | 79,96  | q    |
| 5    | József Csík       | Ungheria         | 79,08 | n     | n     | 79,08  | q    |
| 6    | Rick Dowswell     | Canada           | 66,54 | 72,52 | 77,42 | 77,42  |      |
| 7    | Urs von Wartburg  | Svizzera         | 76,36 | n     | 76,20 | 76,36  |      |
| 8    | Dave Travis       | Gran Bretagna    | 74,68 | 70,10 | 74,30 | 74,68  |      |
| 9    | Günter Glasauer   | Germania Ovest   | n     | n     | 73,12 | 73,12  |      |
| 10   | Jacques Aye Abehi | Costa d'Avorio   | 72,20 | n     | n     | 72,20  |      |
| 11   | Don Vélez         | Nicaragua        | n     | 63,74 | n     | 63,74  |      |
| -    | Leo Pusa          | Finlandia        | n     | n     | n     | NM     |      |

### Finale
Il campione uscente Lusis guida la gara con una serie di lanci in progressione: prima 88,88 poi 89,54. Ma al quinto turno il tedesco ovest Wolfermann esegue un lancio oltre i 90 metri: 90,48, battendo il record olimpico dell'atleta sovietico. Nel suo ultimo tentativo Lusis riesce ad arrivare a 90,46 e per 2 centimetri si deve accontentare dell'argento.
| Pos.    | Atleta           | Età | Nazione          | Prove | Prove | Prove | Prove                       | Prove                       | Prove                       | Misura | Note            |
| Pos.    | Atleta           | Età | Nazione          | 1ª    | 2ª    | 3ª    | 4ª                          | 5ª                          | 6ª                          | Misura | Note            |
| ------- | ---------------- | --- | ---------------- | ----- | ----- | ----- | --------------------------- | --------------------------- | --------------------------- | ------ | --------------- |
| Oro     | Klaus Wolfermann | 26  | Germania Ovest   | 86,68 | 85,14 | n     | 88,40                       | 90,48                       | 84,70                       | 90,48  | Record olimpico |
| Argento | Jānis Lūsis      | 33  | Unione Sovietica | 88,88 | n     | 89,54 | n                           | 81,66                       | 90,46                       | 90,46  |                 |
| Bronzo  | Bill Schmidt     | 24  | Stati Uniti      | 75,96 | 84,42 | n     | 79,92                       | 84,12                       | n                           | 84,42  |                 |
| 4       | Hannu Siitonen   | 23  | Finlandia        | 84,32 | n     | n     | n                           | n                           | n                           | 84,32  |                 |
| 5       | Bjørn Grimnes    | 21  | Norvegia         | 71,86 | 82,38 | 83,08 | n                           | n                           | n                           | 83,08  |                 |
| 6       | Jorma Kinnunen   | 30  | Finlandia        | n     | 82,08 | 75,76 | n                           | n                           | 77,60                       | 82,08  |                 |
| 7       | Miklós Németh    | 25  | Ungheria         | 80,80 | 81,98 | 78,58 | 81,88                       | n                           | 81,40                       | 81,98  |                 |
| 8       | Fred Luke        | 25  | Stati Uniti      | 66,64 | n     | 80,06 | 79,70                       | 71,46                       | n                           | 80,06  |                 |
| 9       | Manfred Stolle   | 35  | Germania Est     | n     | n     | 79,32 | Non ammessi ai lanci finali | Non ammessi ai lanci finali | Non ammessi ai lanci finali | 79,32  |                 |
| 10      | Milt Sonsky      | 31  | Stati Uniti      | 77,62 | 77,94 | 72,38 | Non ammessi ai lanci finali | Non ammessi ai lanci finali | Non ammessi ai lanci finali | 77,94  |                 |
| 11      | Lolésio Tuita    | 29  | Francia          | 76,34 | n     | 69,38 | Non ammessi ai lanci finali | Non ammessi ai lanci finali | Non ammessi ai lanci finali | 76,34  |                 |
| 12      | József Csík      | 26  | Ungheria         | 75,52 | 76,14 | n     | Non ammessi ai lanci finali | Non ammessi ai lanci finali | Non ammessi ai lanci finali | 76,14  |                 |